# SBS-5
O SBS-5 foi um satélite de comunicação geoestacionário americano que foi construído pela Hughes, ele era de propriedade da Satellite Business Systems. O satélite foi baseado na plataforma HS 376 e sua expectativa de vida útil era de 7 anos. O mesmo ficou fora de serviço em março de 2000 e foi movido para a órbita cemitério.

## História
O satélite foi lançado para a Satellite Business Systems, abreviado para SBS, que foi uma empresa fundada pela IBM, Aetna, Comsat (e mais tarde foi totalmente comprada pela IBM e posteriormente vendido para a MCI), que forneceu as comunicações via satélite profissionais privadas através de sua frota de satélites geoestacionários SBS, ela foi a primeira empresa a fornecer este tipo de serviço.
O satélite foi retirado de serviço em março de 2000 e foi enviado para a órbita cemitério. O mesmo foi substituído pelo Galaxy 10R

## Lançamento
O satélite foi lançado com sucesso ao espaço no dia 8 de setembro de 1988, abordo de um foguete Ariane 3 a partir do Centro Espacial de Kourou, na Guiana Francesa, para os Estados Unidos, juntamente com o satélite GStar 3. Ele tinha uma massa de lançamento de 1.239 kg.

## Capacidade
O SBS-5 era equipado com 14 transponders em banda Ku.